# François Joseph Français
François Joseph Français (1768-1810), fue un matemático francés, que trabajó en ecuaciones diferenciales parciales.

## Vida y obra

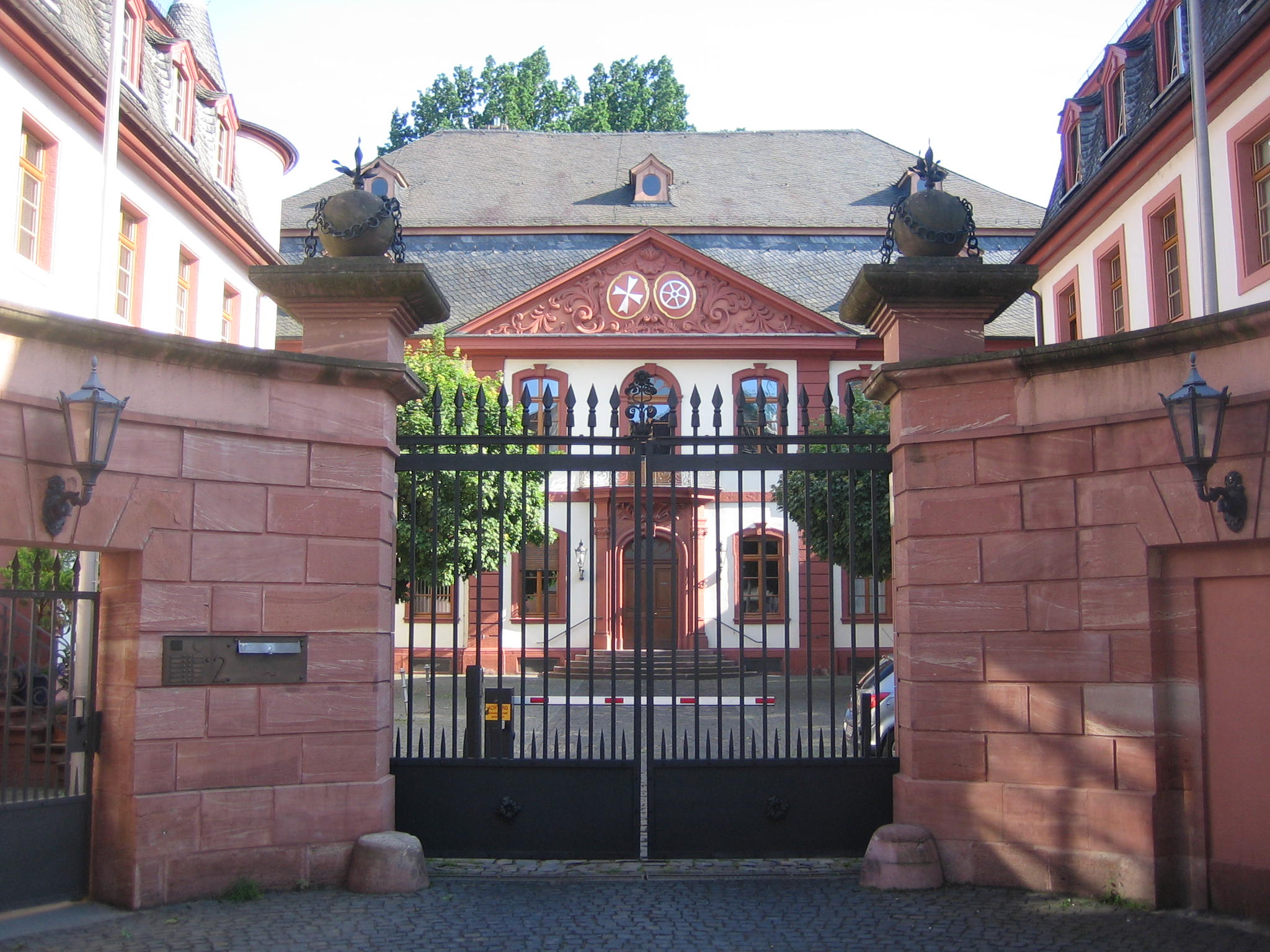
Hotel de la Orden del Santo Sepulcro, Maguncia. En la puerta de entrada, como alegoría de la escuela de artillería francesa, donde enseñaba François Français, se encuentran bombas de bola encadenadas, desde las que se disparan las llamas.

Los hermanos Français, hijos de un tendero, nacieron en Saverne con siete años de diferencia. François, el mayor, entró en el seminario en 1789 y dos años más tarde era profesor en la escuela de Colmar. Nombrado profesor de matemáticas del instituto de Estrasburgo en 1792, lo deja el 1793 para participar en la guerra contra los realistas en la revuelta de La Vendée.
El 1797 es nombrado profesor de la escuela central del Alto Rin en Colmar. En 1803 es profesor del Licée de Mainz, pero lo deja el año siguiente para dar clases de matemáticas en la Academia de Artillería de La Fère y, a continuación, en la de Mainz. Al morir, dejó cuatro hijos pequeños que fueron adoptados por su hermano, Jacques Frédéric.
La mayor parte de la obra de François Joseph Français fue publicada por su hermano, y versa sobre ecuaciones diferenciales parciales, tema sobre el que mantuvo correspondencia con Lacroix. También se le reconoce cierto papel como pionero de la representación geométrica de los números complejos.